# Sant Boi de Llobregat
Sant Boi de Llobregat (Catalansk udtale: [ˈsam ˈbɔj ðə ʎuβɾəˈɣat]) er en catalansk by og kommune i comarcaet Baix Llobregat i provinsen Barcelona i det nordøstlige Spanien. Byen har 84.831(2024) indbyggere og dækker et areal på 21,48 km². Den er beliggende mellem byerne Viladecans, Sant Climent de Llobregat, Gavà og El Prat de Llobregat. Sant Boi betjenes af Barcelona Metro.

## Demografi
| 1900  | 1930  | 1950   | 1970   | 1986   | 2002   | 2011   |
| ----- | ----- | ------ | ------ | ------ | ------ | ------ |
| 5.311 | 8.867 | 10.811 | 50.051 | 75.789 | 80.738 | 82.860 |